# Palestinské centrum pro politiku a průzkumy
Palestinské centrum pro politiku a průzkumy (arabsky المركز الفلسطيني للبحوث السياسية والمسحية‎) je palestinská výzkumná organizace a think tank se sídlem v Rámaláhu. Byla založena za účelem „rozvoje vědy a znalostí o otázkách, které se Palestinců bezprostředně dotýkají, a to ve třech oblastech: v oblasti domácí politiky a vlády, strategické analýzy a zahraniční politiky a průzkumů veřejného mínění“. Průzkumy veřejného mínění v těchto oblastech provádí od poloviny 90. let 20. století.
Jedná se o palestinskou obdobu organizace Arab Barometer.